# رقية بنت الحسين
رقية بنت الحسين بن علي بن أبي طالب (57 هـ - 61 هـ) هي ابنة الحسين بن علي وحفيدة النبي محمد، بحسب روايات الشيعة فقد استشهدت وهي في الخامسة من العمر في دمشق بعد معركة كربلاء، أما عند أهل السنة والجماعة فلا وجود لها ولقصتها ولم يذكرها أي من مؤرخي أو علماء السنة كواحدة من بنات الحسين بن علي، إذ ذكروا منهن فقط سكينة بنت الحسين وفاطمة بنت الحسين وزينب بنت الحسين، ولكن هي تعد شخصية حقيقية و عظيمة وقدوة للمسلمات.

## نسبها
هي رقية بنت الحسين بن علي بن أبي طالب، ذكرها صاحب كتاب لباب الأنساب وغيره في بنات الحسين بن علي.
أُختلف في أمها، ذكرت بعض المصادر بالقول أن أمها هي الرباب بنت امرئ القيس. وذهب آخرون أنها بنت أم إسحاق بنت طلحة واسمها حبوة، وقيل أن أمها شهر بانو (شاه زنان) بنت يزدجرد. وقيل أن أمها القضاعية.

## معركة كربلاء
رفض الحسين بن علي ( عليه السلام )بيعة يزيد بن معاوية (لعنه الله )مما أدى إلى اشتداد الخلاف بينهما ودفع الحسين إلى الخروج إلى الكوفة مغادراً مكة ومعه أهل بيته وبينهم رقية بغية الالتحاق بأنصاره في العراق. إلا أن جيش عبيد الله بن زياد سيطروا على الكوفة قبل وصول الحسين إليها وأنكر أهل الكوفة الكتب التي بعثوا بها إلى الحسين، وما لبث جيش عبيد الله بن زياد أن وصل ليداهم الحسين في مستقره. ومع رفض الحسين للتسليم، بدأ رماة جيش عبيد الله بن زياد يمطرون الحسين وأصحابه بوابل من السهام وأصيب الكثير من أصحاب الحسين ثم اشتد القتال ودارت رحى الحرب وغطى الغبار أرجاء الميدان واستمر القتال ساعة من النهار وتم حرق الخيام واستشهد الكثيرون، فراح من بقي من أصحاب الحسين وأهل بيته ينازلون جيش عبيد الله بن زياد (لعنه الله ) ويتساقطون الواحد تلو الآخر. رافقت رقية ركب السبايا من أهل الحسين بعد هذه المأساة إلى الشام لمقابلة اللعين يزيد بن معاوية.

## وفاتها
يأتي في الأثر أن السيدة رقية رأت والدها في منامها إبان استشهاده، فبكت بكاء شديدا وعلا صوتها فأمر يزيد بأن يحضروا إليها رأس أبيها الحسين مما أجج مشاعرها وانكبت على رأس أبيها تبكي حتى فارقت الحياة.

## مقام رقية في دمشق
يعتقد أن مقام رقية يقع على بعد (100م) أو أكثر قليلاً من الجامع الأموي بدمشق في حي العمارة بدمشق، وقد دأب المسلمون الشيعة، على زيارة ضريحها من كل فج عميق. وقد اعتاد بعض الشيعة بأهمية القبور إلى اللجوء إلى قبرها بحوائجهم طالبين المغفرة و الاستجابة من الله.
وقد شكك المرجع الديني آية الله مرتضى العاملي في موقع المقام أو عائديته قائلا: نسب إليها قبر ومشهد مزور بمحلة العمارة من دمشق. الله أعلم بصحته. جدده الميرزا علي أصغر خان وزير الصدراة في إيران عام 1323هـ.
في عام ( 1864 م ) تمَّ تجديد وترميم المقام وذلك أن النهر المار بجانب السور قد تسلل إلى القبر الشريف وكاد يتلفه. ثم أعيد بناؤه عام 1985 بطراز معماري فارسي مشغول بتناظر رائع و تلبيس بورق الذهب. و يجاور المقام مصلى إلى جانبه باحة صغيرة. بلغت مساحة البناء الحالي بعد الترميم الأخير نحو 4000 متر مربع، ومنه 600 متر مربع صحن وفضاء واسع وبقية البناء يؤلف الرواق والحرم والمصلى المجاور للضريح، وتعلوا المرقد قبة مضلعة ووضع على القبر لوحة من الفسيفساء يكسوها العاج والمرمر.

## معرض صور

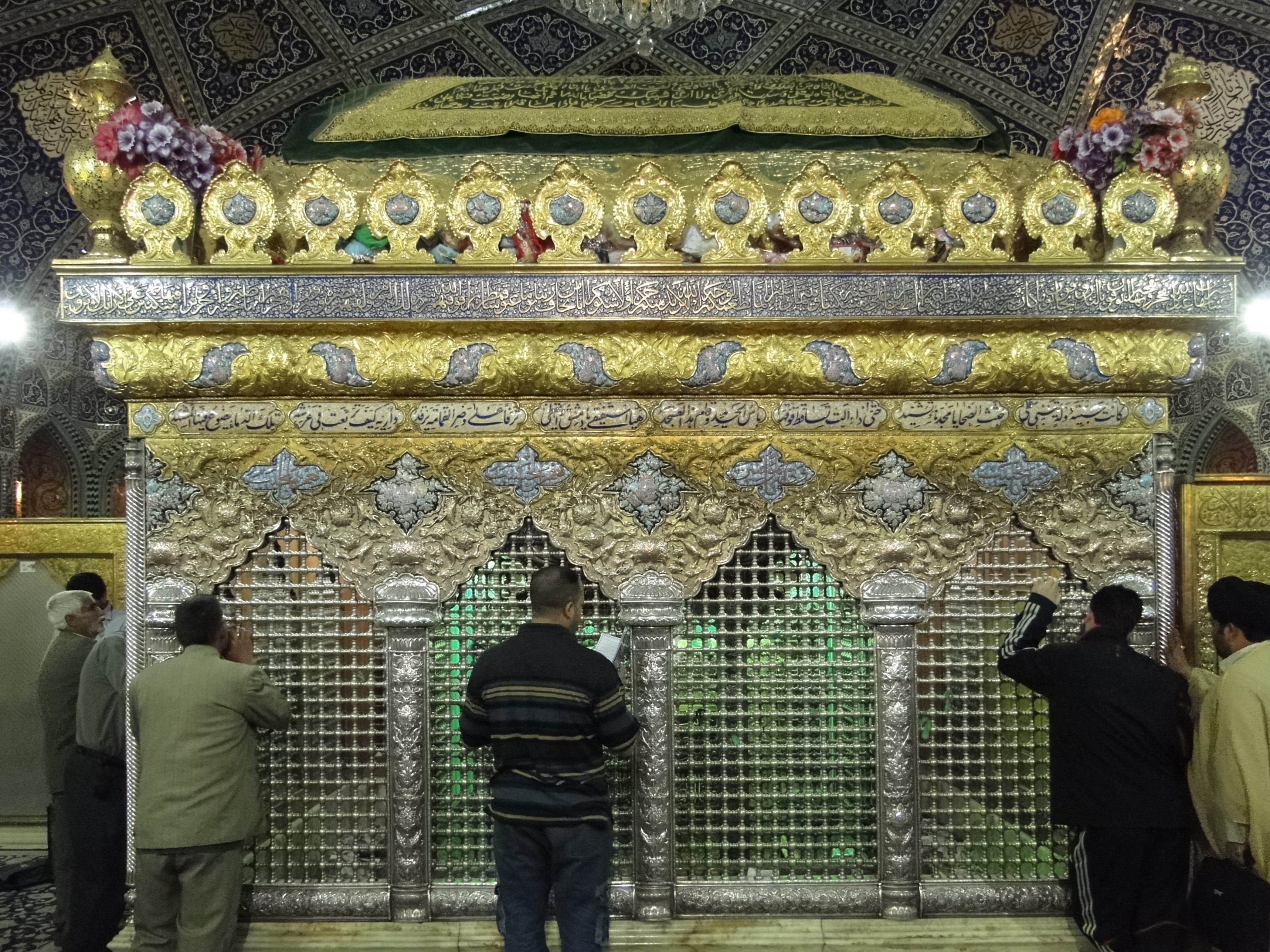
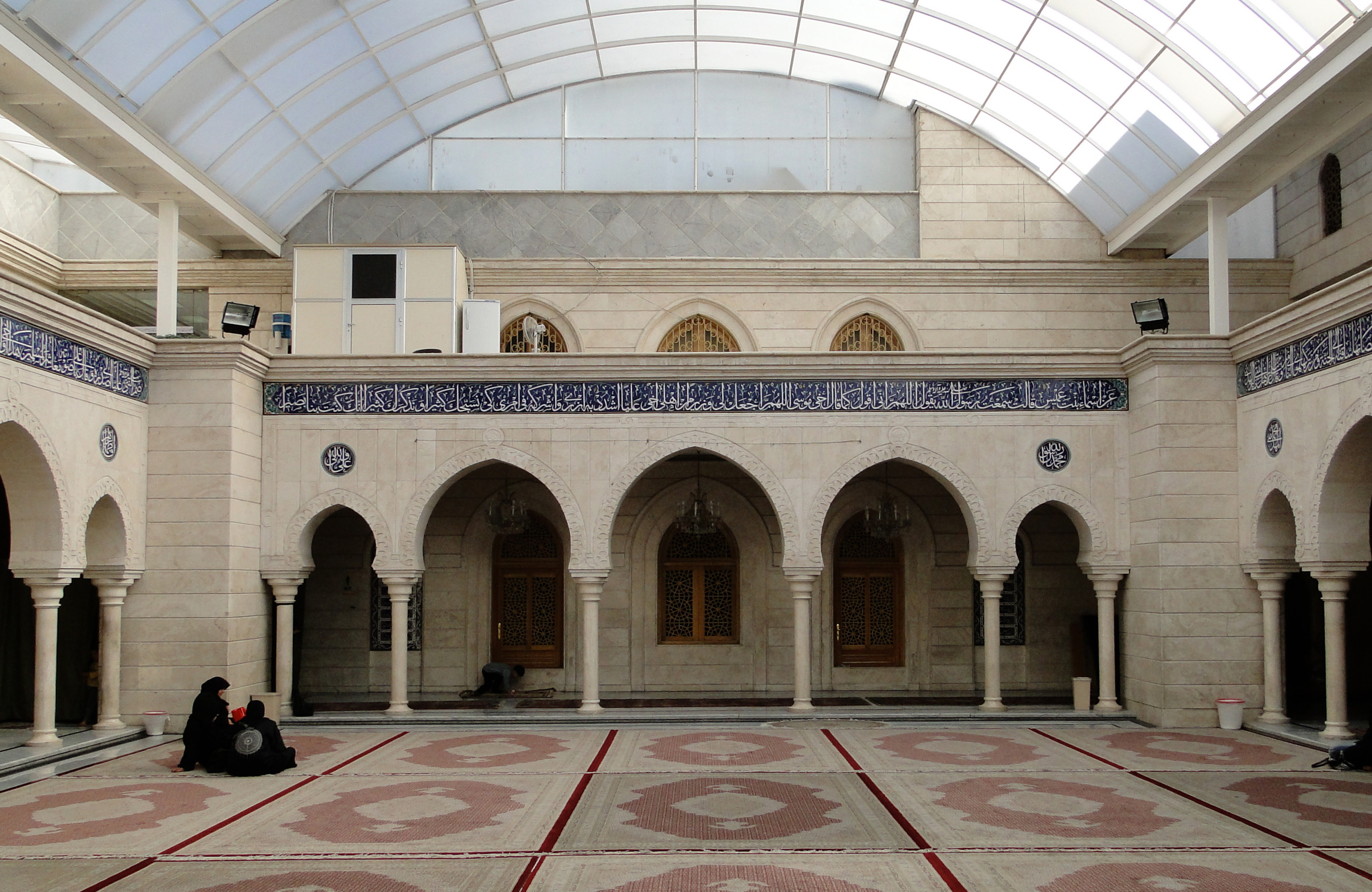
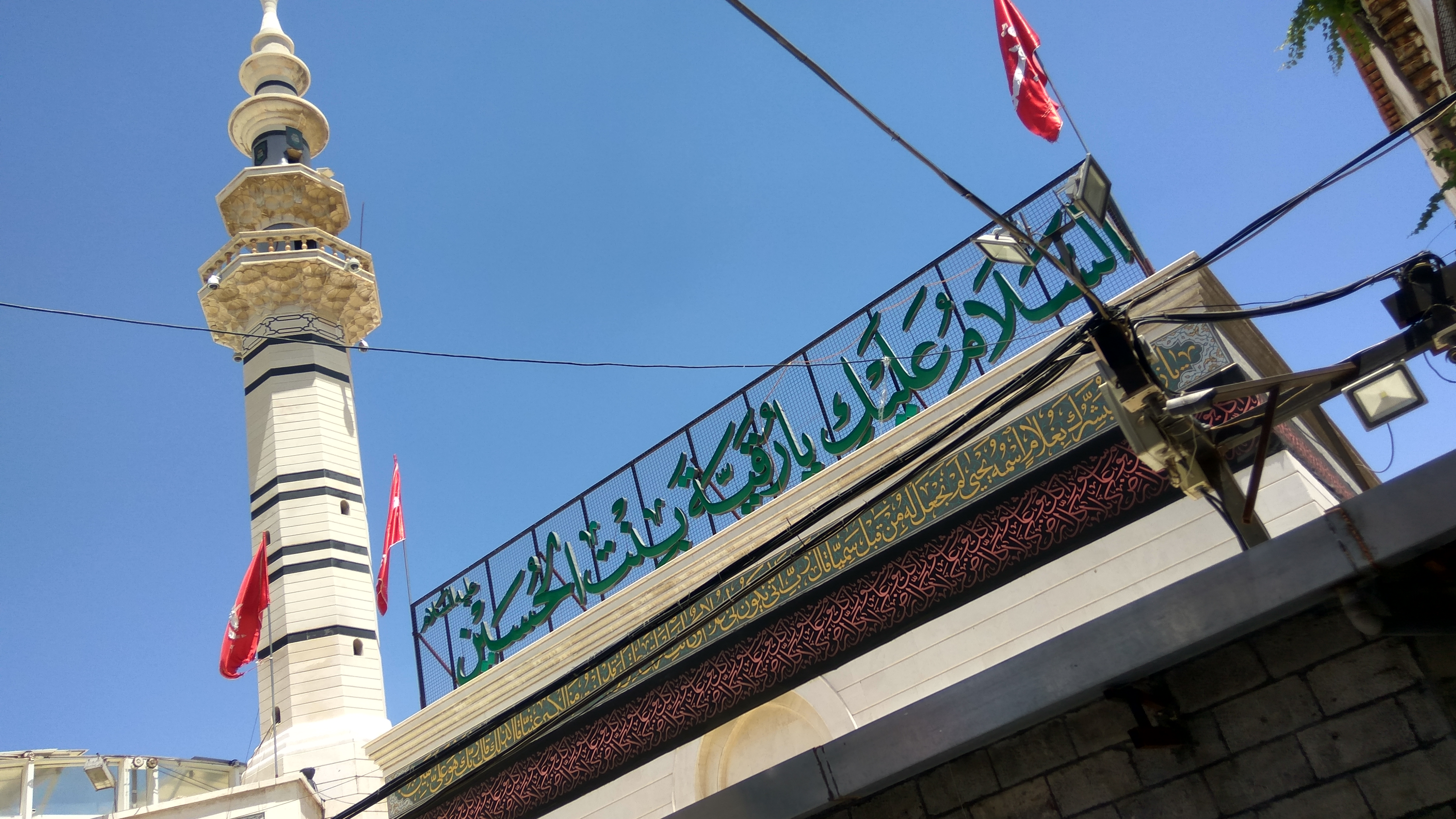
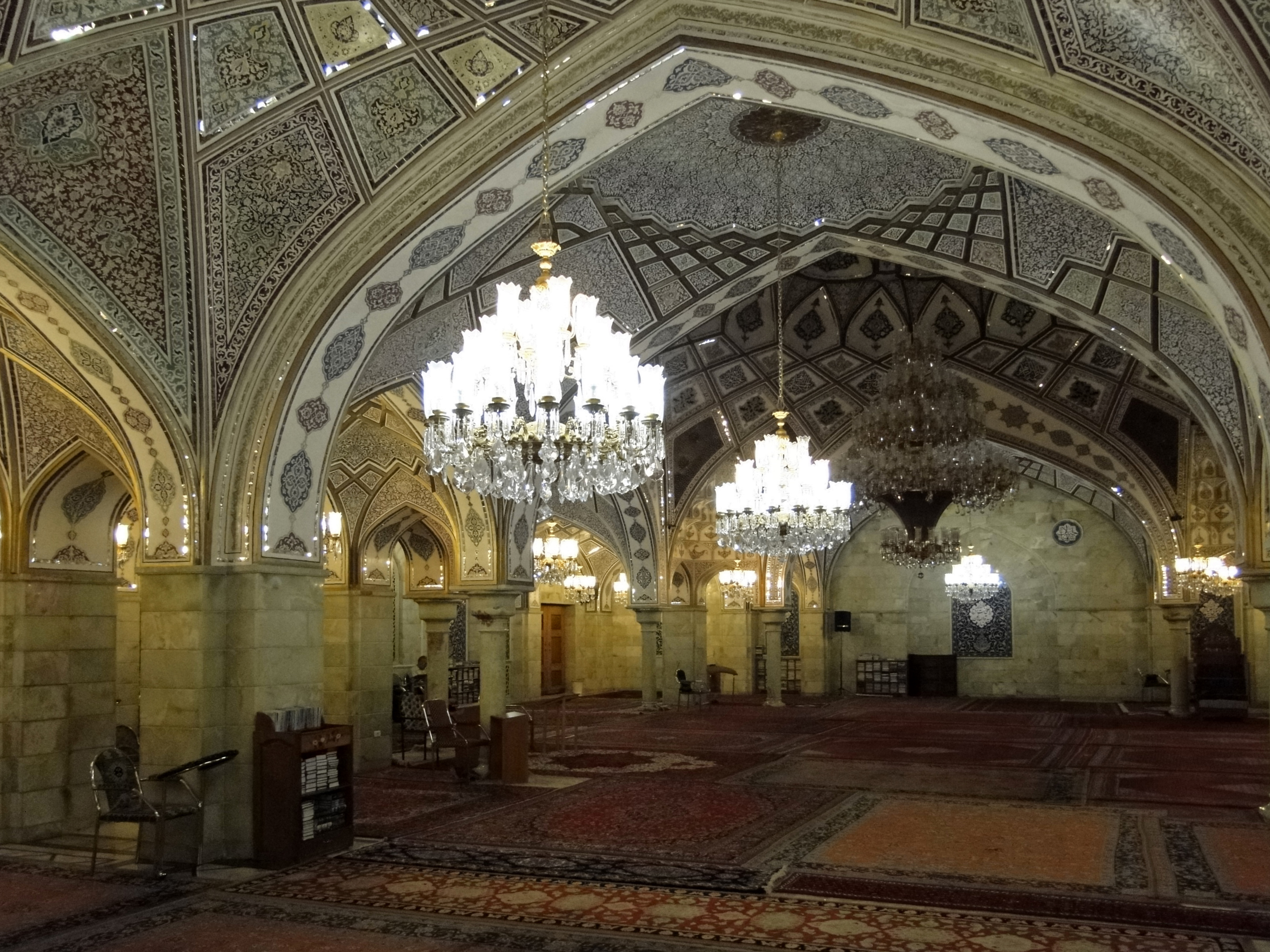
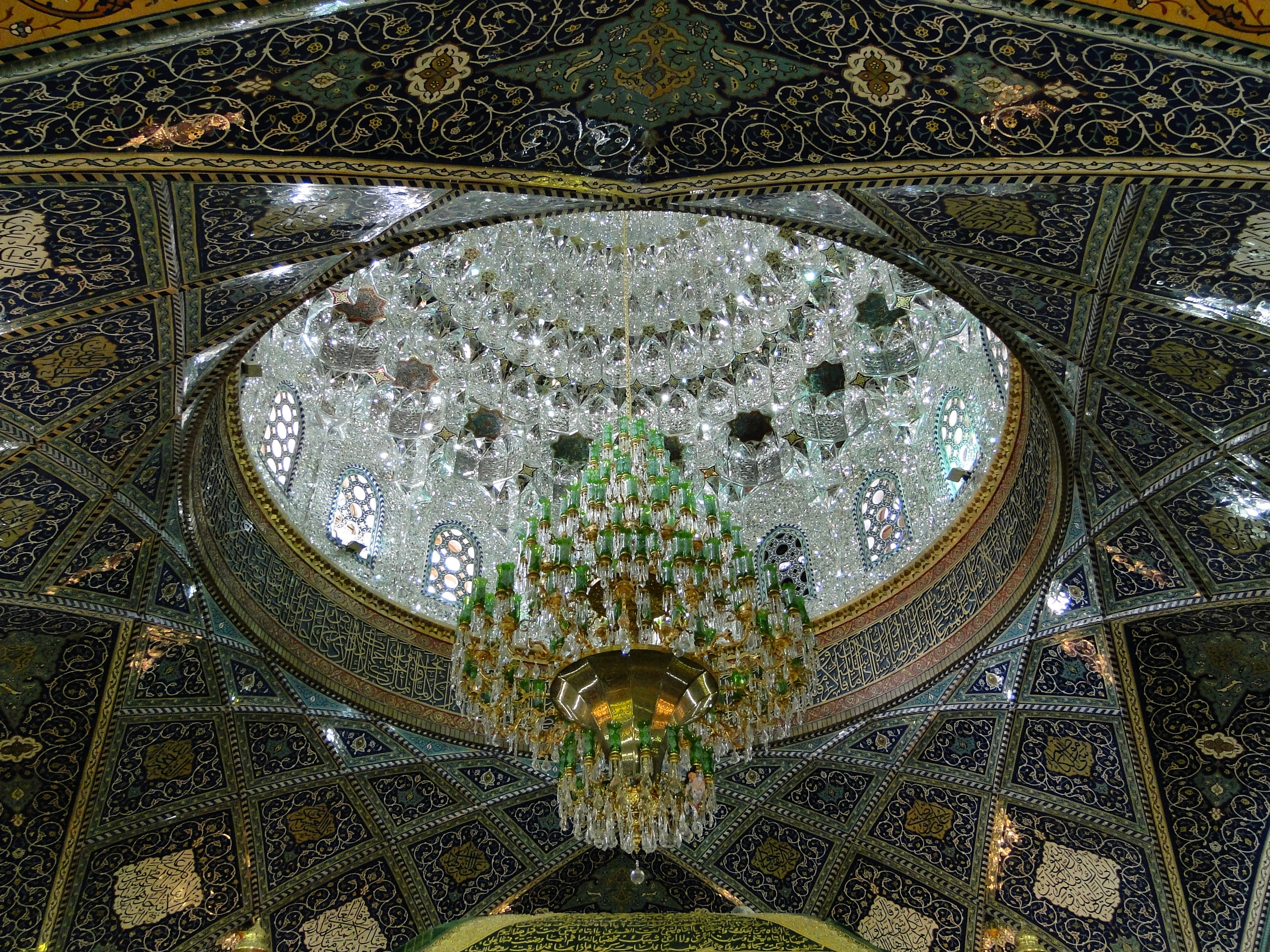

## قائمة المصادر
- كتاب منتهى الآمال للشيخ عباس القمي 1: 327.
- كتاب روائع التراث في دمشق - الدكتور عبد القادر الريحاوي.